# Mantispidae
Famille
Les Mantispidae, en français Mantispidés, sont une famille d'insectes de l'ordre des névroptères. Elle comprend une soixantaine de genres et plus de 400 espèces selon GBIF (19 juin 2021). Mantispa est le genre type.

## Liste des sous-familles
Selon ITIS (19 juin 2021) :
- Symphrasinae Navás, 1909
- Calomantispinae Navás, 1914
- Mantispinae Leach, 1815
- Drepanicinae Enderlein, 1910

## Liste des genres
Selon GBIF (19 juin 2021) :
- Afromantispa Snyman & Ohl, 2012-21

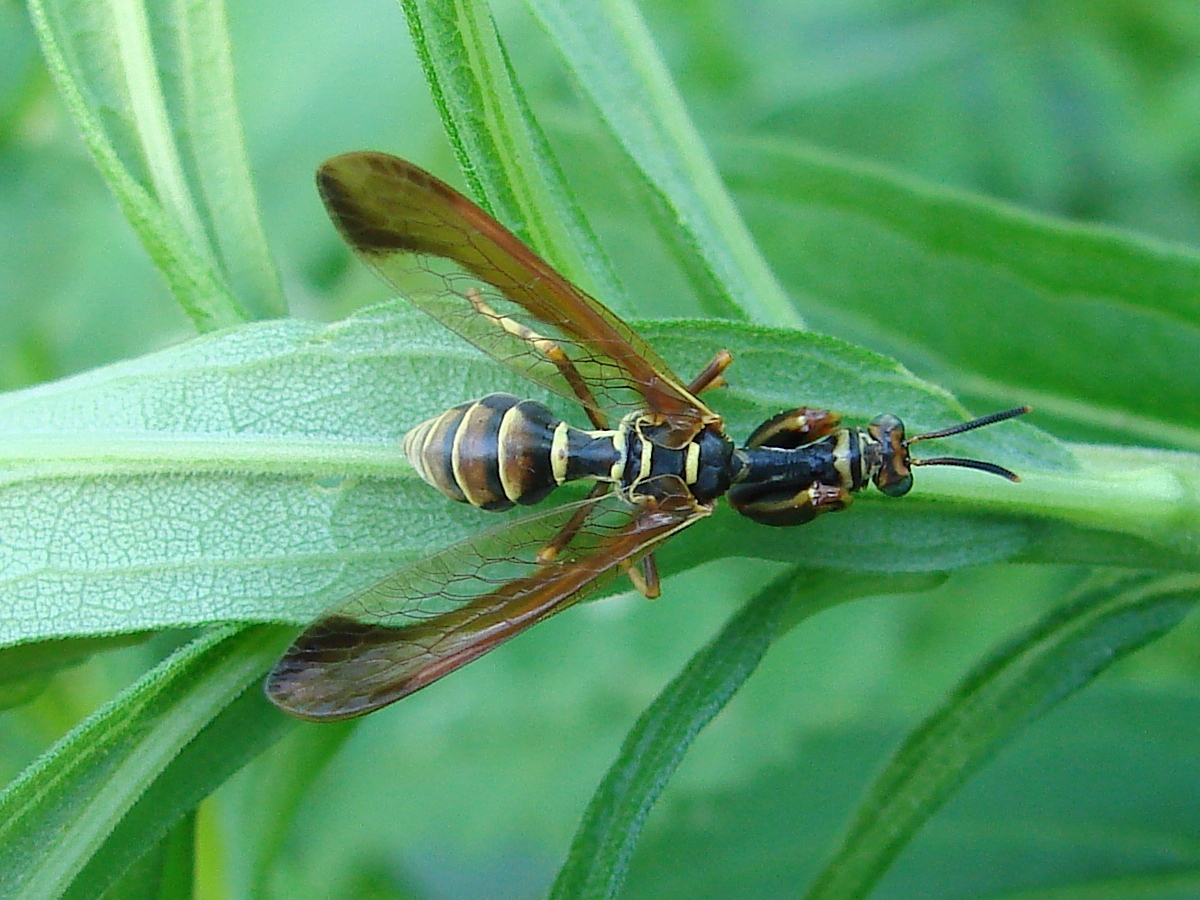
Climaciella brunnea, une Mantispidae nord-américaine.

- Allomantispa Liu, Wu, Winterton & Ohl, 2015-01
- Anchieta Navás, 1909
- Archaeodrepanicus Jepson et al., 2013
- Asperala Lambkin, 1986
- Austroclimaciella Handschin, 1961
- Austromantispa Esben-Petersen, 1917
- Buyda Navás, 1926
- Calomantispa Banks, 1913
- Campanacella Handschin, 1961
- Campion Navás, 1914
- Cercomantispa Handschin, 1959
- Clavifemora Jepson et al., 2013
- Climaciella Enderlein, 1910
- Dicromantispa Hoffman, 2002-21
- Ditaxis McLachlan, 1867
- Doratomantispa Poinar, 2011
- Drepanicus Blanchard, 1851
- Entanoneura Enderlein, 1910
- Euclimacia Enderlein, 1910
- Eumantispa Okamoto, 1910
- Fera Whalley, 1983
- Feroseta Poinar, 2006
- Forciada Kozhanchikov, 1949
- Gerstaeckerella Enderlein, 1910
- Haematomantispa Hoffman, 2002
- Karataumantispa Jepson, 2015
- Leptomantispa Hoffman, 2002-21
- Liassochrysa Ansorge & Schlüter, 1990
- Longicollum
- Madantispa Fraser, 1952
- Manega Navás, 1929
- Mantispa Illiger, 1798
- Mesomantispa Makarkin, 1996
- Mimetispa Handschin, 1961
- Nampista Navás, 1914
- Necyla Navás, 1913
- Nicyla Navás, 1913
- Nivella Navás, 1930
- Nolima Navás, 1914
- Orientispa Poivre, 1984
- Ovalofemora Jepson, Khramov & Ohl, 2018
- Paramantispa Williner & Kormilev, 1959
- Paulianella Handschin, 1960
- Plega Navás, 1927
- Promantispa Jarzembowski, 1980
- Promantispa Panfilov, 1980
- Prosagittalata Nel, 1988
- Pseudoclimaciella Handschin, 1960
- Rectinerva Handschin, 1959
- Sagittalata Handschin, 1959
- Sinomesomantispa Jepson et al., 2013
- Spaminta Lambkin, 1986
- Stenomantispa Stitz, 1913
- Symphrasis Hagen, 1877
- Symphrasites Wedmann & Makarkin, 2007
- Theristria Gerstaecker, 1884
- Toolida Lambkin, 1986
- Trichoscelia Westwood, 1852
- Tuberonotha Handschin, 1961
- Vectispa Lambkin, 1986
- Xavier
- Xaviera Lambkin, 1986
- Xeromantispa Hoffman, 2002-21
- Zeugomantispa Hoffman, 2002-21

## Systématique
Le nom scientifique de ce taxon est Mantispidae, choisi par le zoologiste britannique William Elford Leach, en 1815.
Mantispidae a pour synonymes :
- Liassochrysidae
- Promantispidae